# 佩尔南
佩尔南（法語：Pernant，法語發音：[pɛʁnɑ̃]）是法国上法兰西大区埃纳省的一个市镇，位于该省中部偏西南，属于苏瓦松区。

## 地理
佩尔南（49°22'41"N, 3°14'10"E）面积9.83 平方千米，位于法国上法蘭西大區埃纳省，该省份为法国北部内陆省份，北起北部省，西接索姆省和瓦兹省，东临阿登省和马恩省，西南至塞纳-马恩省，东北部与比利时接壤。
与佩尔南接壤的市镇（或旧市镇、城区）包括：昂布勒尼、丰特努瓦、梅尔桑和沃、奥斯利库蒂勒、波米耶、萨科南和布勒伊。

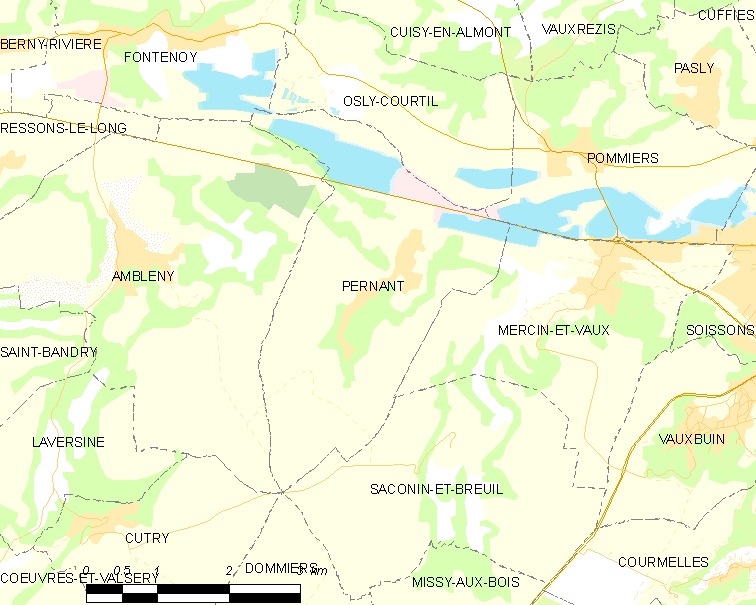
佩尔南的OSM定位图

佩尔南的时区为UTC+01:00、UTC+02:00（夏令时）。

## 行政
佩尔南的邮政编码为02200，INSEE市镇编码为02598。

## 政治
佩尔南所属的省级选区为埃纳河畔维克县。

## 人口

1962-2008年间佩尔南人口变化图示

佩尔南于2022年1月1日时的人口数量为683人。